# Hermann VIII de Bade-Pforzheim
 (novembre 2009).
Si vous disposez d'ouvrages ou d'articles de référence ou si vous connaissez des sites web de qualité traitant du thème abordé ici, merci de compléter l'article en donnant les références utiles à sa vérifiabilité et en les liant à la section « Notes et références ».
Herman VIII de Bade-Pforzheim (Hermann VIII von Baden-Pforzheim), (* ? - † 1300) fut co-margrave de Bade-Pforzheim de 1291 à 1300 (avec Rodolphe IV de Bade-Pforzheim, son cousin).
Fils de Hesso de Bade-Bade et de Claire de Klingen.

## Biographie
Herman VIII de Bade-Pforzheim appartint à la première branche de la Maison de Bade elle-même issue de la première branche de la dynastie de Habsbourg.